# Mahmoud Hashemi Shahroudi
Sayyid Mahmoud Hashemi Shahroudi (in persiano سید محمود هاشمی شاهرودی‎) (Najaf, 15 agosto 1948 – Tehran, 24 dicembre 2018) è stato un politico iraniano.

## Biografia
Mahmoud Hashemi Shahroudi è nato a Najaf, in Iraq, da una famiglia iraniana. Suo padre, Ali Hosseini Shahroudi, era insegnante al seminario di Najaf; Mahmoud completò la scuola elementare alla scuola di Alaviye di Najaf prima di andare al seminario, dove venne istruito dall'ayatollah Khomeini e Muhammad Baqir al-Sadr. Quando andò in Iran dopo la rivoluzione iraniana, ha insegnato a Qom e Hassan Nasrallah, attuale segretario generale di Hezbollah, fu uno dei suoi studenti.
Nel 1974 Shahroudi fu imprigionato a causa di attività politiche legate al Supremo Consiglio Islamico Iracheno.
Dopo la rivoluzione del 1979, Shahroudi si trasferì in Iran. È stato eletto membro del Consiglio dei Guardiani nel 1995. Ha ricoperto per 10 anni la carica di Presidente della Corte Suprema dell'Iran, mentre dall'agosto del 2017 è Presidente del Consiglio per il Discernimento.